# Constantin V
Vous lisez un « article de qualité » labellisé en 2023.
Pour les articles homonymes, voir Constantin.
Constantin V  (en grec : Κωνσταντίνος Ε′) dit traditionnellement « Copronyme » (Κοπρώνυμος, c'est-à-dire « au nom de merde », ou « dont le nom est de merde »), « Caballinos » ou « l'Ordurier », né en juillet 718 à Constantinople et mort le 14 septembre 775, est un empereur byzantin de 741 à 775. Il est le fils de Léon III l'Isaurien et de son épouse Marie, et est proclamé co-empereur par son père dès août 720.
Très tôt associé au trône par son père, il ne parvient que difficilement à lui succéder. Il est en effet immédiatement contesté et brièvement renversé par Artabasde entre 741 et 743. Par la suite, il reprend l'entreprise de consolidation de l'Empire menée par son père. Réformant l'armée, il reconstitue des régiments permanents, les tagmata, basés à Constantinople pour mieux protéger l'empereur et participer à ses campagnes militaires. Sans parvenir à faire cesser les raids des musulmans, il profite des troubles qui accompagnent l'éviction des Omeyyades pour stabiliser la frontière orientale et reprendre certaines positions, tout en déplaçant les populations les plus exposées le long de la frontière occidentale de l'Empire, face aux Bulgares et aux Slaves. Il parvient ainsi à consolider la domination byzantine sur la Thrace et la Macédoine et remporte plusieurs victoires significatives sur les Bulgares. Sans parvenir à les vaincre ni à les soumettre, il affirme la capacité de résistance byzantine sur ce front. En revanche, ces efforts significatifs sur deux fronts l'empêchent de déployer des troupes pour sauver l'exarchat de Ravenne, conquis par les Lombards en Italie en 751. Au-delà, le règne de Constantin V connaît un net recul de l'influence byzantine sur la péninsule, symbolisé par l'alliance entre la papauté et le royaume des Francs de Pépin le Bref.
Ces réussites dans la protection des frontières les plus stratégiques de l'Empire permettent à Constantin V de déployer des efforts importants pour réaffirmer la place de l'iconoclasme. Cette doctrine contestée, imposée par son père, est consacrée par le concile de Hiéreia en 754, convoqué par l'empereur. Par la suite, plusieurs accès de violence sont attestés à l'égard des opposants de Constantin V, notamment autour de l'année 766. Souvent interprétés par les chroniqueurs de l'époque comme des manifestations d'un iconoclasme radical et intolérant, il semble surtout qu'il faille y voir une répression au moins autant politique que religieuse. Encore aujourd'hui, bien des aspects de la théologie de Constantin V restent mal définis, notamment ses rapports avec le monachisme.
Plusieurs fois marié, il a de nombreux fils et filles, dont Léon IV le Khazar, qui lui succède à sa mort en 775. Au terme d'un règne de plus de trente ans, Constantin V a laissé une trace très ambivalente. Sa promotion parfois radicale de l'iconoclasme, finalement rejeté par les autorités impériales dans les décennies ultérieures, lui vaut une condamnation sans appel par les défenseurs des images, qui n'hésitent pas à le vilipender et à l'insulter dans leurs écrits. En revanche, aucun texte émanant du courant iconoclaste ne nous est parvenu, ce qui affecte d'un déséquilibre l'étude du règne de Constantin V. Pourtant, au-delà de la caricature parfois grossière de cet empereur, symbolisée par les surnoms orduriers qui lui sont associés, les historiens modernes réévaluent souvent son action de façon positive. Dans la continuité de son père, il incarne l'œuvre restauratrice de la dynastie isaurienne confrontée au défi de la consolidation d'un Empire gravement affaibli, même si sa tendance répressive est réelle et parfois violente.

## Sources

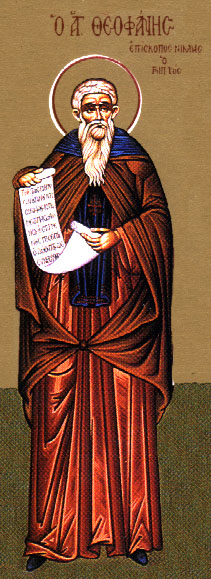
Icône représentant Théophane le Confesseur, principale source contemporaine du règne de Constantin V, qu'il critique violemment en raison de son iconoclasme.

L'appréhension du règne de Constantin V est rendue difficile par deux éléments. Tout d'abord, depuis la grave crise du milieu du VIIe siècle, l'Empire a connu un déclin de sa vie intellectuelle, marquée par la raréfaction de la production écrite rapportant les événements de cette période, parfois qualifiée de siècles obscurs. Plus encore, presque tous les récits ayant survécu ont été écrits ou inspirés par des auteurs iconodules, c'est-à-dire hostiles à l'iconoclasme parfois radical professé par Constantin V. Il est alors vivement critiqué, voire insulté, et ses réalisations minorées, alors que les écrits iconoclastes sont invariablement détruits. Certaines périodes sont aussi très peu évoquées par les chroniqueurs, en particulier les premières années du règne de Constantin, traitées très sommairement. De ce fait, toute étude de son règne nécessite une distanciation vis-à-vis des sources de l'époque. Parmi celles-ci, la principale reste la chronique de Théophane le Confesseur, un moine qui vit entre 759 et 817 ou 818 et dont le travail est au moins en partie influencé par celui de Georges le Syncelle. Il est un quasi-contemporain du règne de Constantin V mais son rejet de l'iconoclasme en fait l'un des plus fervents adversaires de l'empereur, qu'il vilipende fermement, d'autant qu'il écrit après la fin du premier iconoclasme, sous Irène l'Athénienne puis Nicéphore Ier. Le patriarche Nicéphore, actif au début du IXe siècle a aussi rédigé un récit historique (le Breviarium) plus bref, qui s'étend jusqu'à 769 et fournit donc des éléments intéressants sur le règne de Constantin V, même si son refus de l'iconoclasme induit là aussi un biais. La chronique de Georges le Moine, plus tardive, reprend largement celle de Théophane mais se montre parfois plus virulente encore contre les iconoclastes.
Seul écrit significatif qui présente une certaine pondération à l'égard de Constantin, un manuscrit à propos des miracles de Théodore Tiron semble avoir été rédigé plus ou moins au moment du règne de Constantin V et il ne fait pas état de la plupart des griefs énoncés à son encontre alors même qu'il est d'inspiration iconodule. Il utilise d'ailleurs les formules classiques destinées aux empereurs soulignant qu'il est aimé du Christ et protégé par Dieu. Même les actes du concile de Hiéreia n'ont survécu qu'au travers de sa profession de foi (l’Horos), réfutée par le concile de Nicée II. Enfin, il faut mentionner les fragments d'un écrit rédigé par Constantin lui-même, les Peuseis, destiné à exposer sa vision de l'iconoclasme mais dont seuls des passages utilisés par ses opposants, comme le patriarche Nicéphore, pour mieux les réfuter, ont traversé les siècles,,.
Les textes à dimension religieuse, dont la principale limite reste leur refus systématique de l'iconoclasme, prédominent sur les chroniques historiques et prennent souvent la forme d'hagiographies. La Vie d’Étienne le Jeune en est un exemple et illustre notamment la répression de Constantin à l'égard des plus fervents iconodules. Elle a inspiré plusieurs récits similaires, dont la véracité reste sujette à caution comme la Vie de Nicétas de Médicion, plus tardive. Un texte anonyme, l’Adversus Constantinum Caballinum est directement dirigé contre Constantin V et a subsisté en deux versions. Ce document est probablement écrit en dehors des frontières de l'Empire, sa date autant que son auteur restent incertains.
Quelques textes extérieurs à l'Empire byzantin apportent des éclairages différents sur Constantin. Si les écrits latins sont souvent influencés par Théophane le Confesseur, une légende évoquée dans le manuscrit Gesta episcoporum Neapolitanorum fait référence à un combat légendaire qui aurait opposé l'empereur à un lion et un dragon. Autrement, l'essentiel des correspondances diplomatiques entre l'Empire et les Carolingiens ou la papauté a disparu, sauf les lettres pontificales. Néanmoins, le Liber Pontificalis ou les Annales regni Francorum y font référence. Les sources orientales, longtemps négligées et mises en avant par Stephen Gero, ont l'avantage d'être moins marquées par le biais iconodule des auteurs byzantins. La Chronique de Zuknin, dont le récit se termine par la mort de Constantin V, est ainsi particulièrement favorable à ce dernier et à son père. Les sources arabes détaillent aussi mieux la chronologie des conflits arabo-byzantins sous Constantin V, en particulier Al-Yaqubi ou Al-Balâdhurî,.

## Vers le pouvoir
Constantin vit à une période clé de l'Empire byzantin, celle de la dynastie isaurienne, qui s'empare du trône en 717, alors que la survie même de Byzance est mise en jeu après une longue période de guerre civile et le choc de l'expansion de l'islam qui lui a fait perdre l'essentiel de ses provinces orientales. Son père, Léon III, parvient après plus de vingt ans de règne à sauvegarder l'Empire et à l'engager dans une période de réforme profonde, notamment sur le plan religieux, avec l'instauration de l'iconoclasme, soit le rejet du culte des images.

### Jeunesse

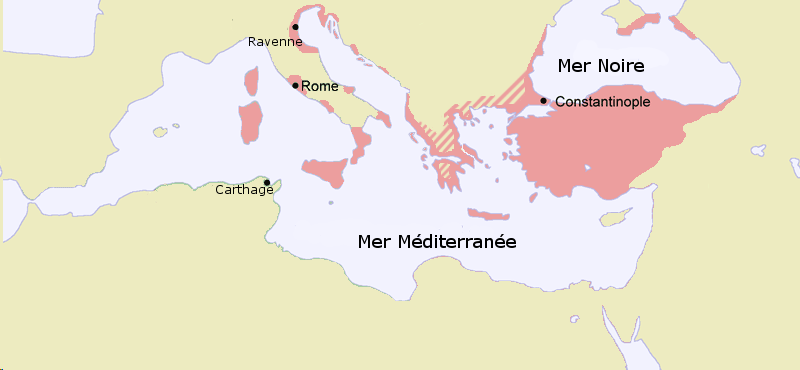
Carte de l'Empire byzantin sous Léon III l'Isaurien. La souveraineté byzantine sur certaines régions de Grèce est alors contestée par l'installation des Slaves.

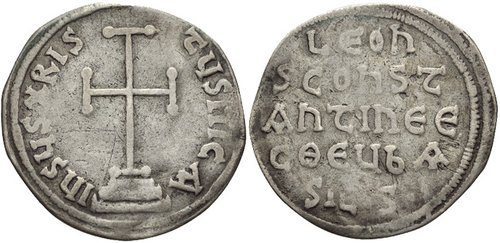
L’un des premiers miliarésions frappé sous Léon III pour célébrer le couronnement de son fils, Constantin V. L'absence de figure humaine et la prédominance de la croix préfigurent l'iconoclasme. Cette iconographie iconoclaste, qui met l'accent sur la croix, est aussi une manière de se lier à la légende de Constantin le Grand dont l'image est fortement liée à la croix.

Constantin naît à Constantinople en 718, au moment de la fin du second siège arabe de Constantinople. La date exacte de sa naissance reste incertaine car Théophane le Confesseur cite les premiers jours du mois de septembre et Nicéphore la mi-juillet. Il est le fils du nouvel empereur Léon III et de sa femme Marie. Dès ses deux ans, il est couronné comme coempereur. C'est une pratique classique de la tradition politique byzantine, consistant à associer du vivant de l'empereur son successeur désigné pour faciliter la succession dans un système où la légitimité dynastique demeure fragile. Néanmoins, dans les faits, c'est bien Léon III qui exerce le pouvoir. Constantin est couronné par le patriarche Germain Ier de Constantinople et, pour commémorer l'événement, Léon III fait battre une pièce en argent nouvelle, le miliarésion, valant un douzième d'un nomisma et qui s'intègre dans le système monétaire impérial. Sur les nomismata en or, Constantin V est aussi représenté mais à l'avers, rompant avec la tradition iconographique qui consiste à représenter le coempereur au côté de l'empereur principal. Le portrait de Constantin V remplace alors la figure traditionnelle de la croix sur un piédestal, désormais réservée aux pièces en argent.
En parallèle, Léon III doit aussi composer avec le général arménien Artabasde, stratège des Arméniaques et qui l'a accompagné dans sa prise du pouvoir. Marié à la fille de Léon, il est parfois perçu comme un candidat potentiel pour lui succéder. Constantin est marié à Tzitzak en 732, alors qu'il n'a que quatorze ans. Baptisée Irène au moment de son baptême, elle est une fille du khagan des Khazars, la puissance dominante de la steppe eurasiatique, qui constitue un allié de poids pour les Byzantins. Il est alors rare qu'un membre de la famille impériale épouse une étrangère, ce qui démontre la volonté des Byzantins d'une alliance solide contre les Arabes. En 740, Constantin est mentionné comme accompagnant son père lors de la bataille d'Akroinon, dont la victoire contre les musulmans a un fort rejaillissement dans l'Empire après des décennies de reculs face à eux.
Le 18 juin 741, date de la mort de Léon III, Constantin V lui succède comme seul empereur à l'âge de vingt-deux ans. Il est possible que Constantin ait souffert d'une maladie dont la nature n'est pas connue mais qui est parfois mentionnée par les chroniqueurs comme le disqualifiant pour le trône. La lèpre a pu être envisagée du fait de descriptions qui font penser à l'éléphantiasis, tandis que Speck penche pour l'épilepsie, souvent envisagée comme une forme de possession.

### Conquête du pouvoir

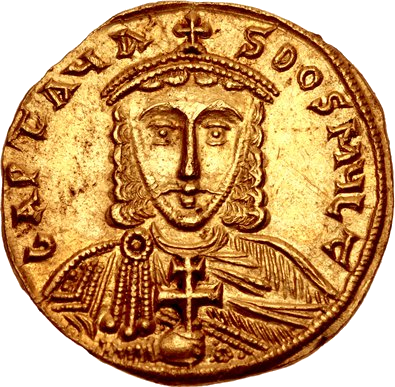
Solidus frappé au nom d'Artabasde. Il y est représenté tenant la croix patriarcale.

En juin 741, Constantin se rend en Asie mineure avec l'intention de combattre les forces du califat omeyyade. Si ces dernières ont renoncé à leur projet de conquête de Constantinople, elles restent très menaçantes sur la frontière orientale de l'Empire. Sur le chemin, Constantin V apprend la rébellion de son beau-frère, Artabasde, qui s'appuie sur les troupes des Arméniaques et de l'Opsikion, particulièrement puissantes. Les raisons exactes de la rupture ne sont pas connues. Constantin a peut-être demandé aux deux fils d'Artabasde de le rejoindre pour les garder en otages. Quand les deux armées s'affrontent, celles d'Artabasde prennent le dessus et tuent l'un des proches de l'empereur, Beser. Constantin V parvient à s'enfuir pour Amorium où il est secouru par des forces loyalistes, anciennement dirigées par Léon III qu'elles tiennent en estime. De son côté, Artabasde préfère se diriger pour Constantinople où il est proclamé empereur avec l'aide conjointe de Théophane Monutès, chargé du gouvernement de l'Empire en l'absence de Constantin, et du patriarche Anastase. Pourtant, si Artabasde tient la capitale, la survie de Constantin est d'emblée un défi d'ampleur car l'empereur déchu est soutenu par les soldats des thèmes des Thracésiens et des Anatoliques, rivaux des autres thèmes asiatiques.
Au printemps 742, Artabasde lui-même dirige une armée vers le thème des Thracésiens. Lui et Constantin V s'affrontent près de Sardes, et cette fois c'est Constantin V qui est vainqueur. Artabasde retourne à Constantinople. Il laisse le commandement à son fils, Nicétas, qui se trouve dans le thème des Arméniaques. Il s'avance avec son armée à la rencontre de Constantin V, et les deux s'affrontent en août à la sanglante bataille de Môdrinê (sans doute l'actuelle Mudurnu) ; Nicétas est battu. En septembre, Constantin V arrive devant le Bosphore. Tandis que Sisinnios, stratège des Thracésiens, franchit l'Hellespont, Constantin traverse la mer de Marmara plus au nord. Les deux hommes se rejoignent pour assiéger la capitale, où Artabasde est désormais enfermé.
Le siège de Constantinople dure plus d'un an. Artabasde essaie d'envoyer une flotte à travers l'Hellespont pour se procurer des ressources, mais elle est capturée près d'Abydos par les Cibyrrhéotes. Il tente une sortie du côté de la terre, mais doit se replier dans la ville avec de lourdes pertes, dont Théophane Monutès. Entre-temps, Nicétas a reconstitué son armée en Asie et essaie de porter secours à son père, mais il est définitivement battu et fait prisonnier près de Nicomédie par Constantin V. Au printemps 743, la disette s'étant installée dans la capitale, Artabasde doit laisser une grande partie des habitants sortir. Le 2 novembre, Constantin V s'empare de la ville par une attaque surprise. Artabasde s'enfuit pour un temps par bateau en Anatolie où il rassemble quelques partisans quelque part dans l'Opsikion mais il est finalement vite contraint à la reddition.
Le vainqueur se montre clément vis-à-vis des nombreux partisans d'Artabasde : seuls celui-ci, ses deux fils et quelques-uns de leurs proches sont aveuglés et enfermés dans un monastère (Saint-Sauveur-in-Chora pour Artabasde), châtiment désormais traditionnel des ennemis du trône. Selon le récit de Théophane le Confesseur, le patriarche Anastase aurait subi une forme de disgrâce en défilant dans les rues de la ville sur un âne mais cet événement paraît peu probable, d'autant qu'Anastase reste en fonction. Il faut probablement plutôt y voir une manière pour Théophane de discréditer le patriarche iconoclaste. Quelques autres vaincus ont simplement leurs biens confisqués. En revanche, il fait exécuter Sisinios, qui aurait finalement comploté contre lui quelque temps plus tard,.

## Politique étrangère

### Le front oriental

Carte des principales forteresses de la frontière byzantino-arabe.

Depuis les premiers temps de l'expansion de l'Islam, le front oriental représente la priorité des empereurs byzantins. Léon III est parvenu à stabiliser la frontière et à riposter aux raids musulmans, sans parvenir à véritablement reprendre l'offensive. Sous Constantin V, la chronologie des événements doit plus aux sources arabes qu'aux sources byzantines, souvent confuses en la matière et il reste difficile de dater précisément l'enchaînement des événements.
Au début de son règne, Constantin V profite des troubles liés à la fin du califat des Omeyyades, ce qui entraîne un répit face aux Arabes. Néanmoins, les Arabes sont tout de même capables de lancer quelques raids vers 741-743, bénéficiant de la guerre civile entre Constantin et Artabasde. En 746, après la répression de la révolte d'Artabasde, l'empereur byzantin peut de nouveau reprendre l'initiative et il utilise sans doute pour la première fois les tagmata dans une expédition sur le territoire musulman. Il s'empare de Germanicia, la ville natale de son père, et des villes voisines de Doliché et de Sozopétra. Il ne cherche d'ailleurs pas à conserver ces villes, mais établit leurs habitants chrétiens comme colons en Thrace. Cette politique vise certainement un double objectif, renforcer la présence impériale dans les Balkans, largement submergés par les Bulgares et les Slaves, et, constituer une sorte de no man's land à la frontière avec les Arabes, pour compliquer la tâche des raids musulmans qui doivent désormais pénétrer plus en profondeur et sont donc à la merci d'embuscades ou de contre-offensives.
Avec le retour de la peste en 746-747, les opérations terrestres sont suspendues. Cependant, entre 746 et 748, la marine byzantine remporte aussi plusieurs succès lors de la bataille de Keramaia et autour de Chypre, qui permettent de réaffirmer la présence byzantine autour de l'île, alors disputée entre les musulmans et les Byzantins,.
Entre 750 et 752, l'empereur profite du renversement et de la mort de Marwān II, le dernier des Omeyyades de Damas, tandis que As-Saffah, le premier Abbasside, est occupé à asseoir son pouvoir, pour mener une autre expédition en territoire musulman. Il assiège la place-forte de Mélitène et s'en empare, la fait détruire complètement, et transporte une nouvelle fois ses habitants chrétiens en Thrace. Ces transferts, accompagnés de travaux de fortification des villes de la région, permettent à l'Empire d'y rétablir sa souveraineté. C'est sans doute dans ces années que la cité d'Andrinople, longtemps perdue, redevient byzantine. En 755, Constantin V fait une nouvelle expédition en territoire musulman, cette fois plus au nord : il s'empare de la forteresse frontalière de Kamacha, qu'il conserve, puis de la cité arménienne de Théodosiopolis, pour laquelle il procède comme dans les deux expéditions précédentes : les habitants chrétiens sont envoyés coloniser la Thrace.
Dans l'ensemble, le règne de Constantin voit une stabilisation de la frontière byzantino-arabe, qui confirme le regain byzantin à la suite de la victoire de Léon III sur  les Arabes lors du siège de Constantinople en 717-718. Sans être en mesure de reprendre substantiellement du terrain, les Byzantins peuvent désormais s'appuyer sur une frontière solidement défendue mais toujours exposée aux raids des musulmans. Ainsi, en 770, les Arabes, reprenant leurs raids contre l'Asie mineure, parviennent jusqu'à Laodicée la Brûlée, en Lycaonie, mettent la ville à sac et déportent sa population. L'année suivante, d'autres raids sont organisés en territoire grec et les Arabes ramènent encore plus de prisonniers, tandis que les Byzantins attaquent leur territoire du côté de l'Arménie byzantine. En 772, ils assiègent la ville fortifiée de Sykê, en Pamphylie. Constantin V ordonne alors à une armée formée par des troupes des thèmes des Anatoliques, des Bucellaires et des Arméniaques de leur barrer la retraite, mais cette armée est mise en déroute, et les Arabes retournent triomphalement chez eux. En parallèle, une activité diplomatique se déploît avec le califat, intégrant notamment des échanges de prisonniers et des négociations pour un traité de paix sont mentionnées dans les sources musulmanes en 772.

### La perte de positions en Italie

La carte de l'Italie byzantine peu avant la chute de Ravenne et de ses alentours. Le duché de Rome, autour de la cité pontificale, n'est byzantin que nominalement. Après la chute de Ravenne en 751, les Byzantins ne conservent que les régions les plus méridionales de l'Italie, d'autant que le duché de Naples tend à s'autonomiser, ainsi que la région de Venise et l'Istrie.

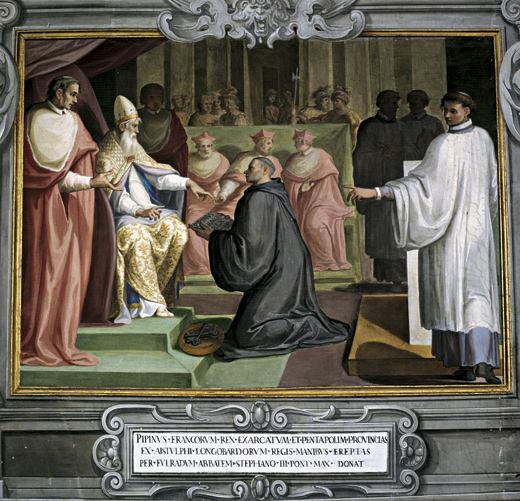
La donation de Pépin au pape Étienne II (pape) (vue d'artiste, vitrail XIXe siècle).

Depuis les invasions lombardes de la fin du VIe siècle, la présence impériale en Italie s'amenuise progressivement et l'exarchat de Ravenne ne s'appuie, en dehors du sud de la péninsule et de la Sicile, que sur quelques positions comme Venise, Ravenne ou Rome, où la présence du pape est de plus en plus forte. Ainsi, en 741, il faut l'intervention du pape Zacharie pour entraver la progression du roi lombard Liutprand, action qu'il réédite deux ans plus tard à l'appel de l'exarque Eutychios, obtenant en retour les domaines impériaux de Norma et de Ninfa. Manquant de moyens pour intervenir activement sur ce front, les Byzantins sont sur la défensive quand le roi des Lombards, Aistolf, arrive au pouvoir en 749 avec des velléités agressives. En 751, après avoir pris Ferrare et Comacchio, il parvient à s'emparer de Ravenne puis de la Pentapole byzantine. La présence byzantine est d'autant plus affaiblie que la péninsule se montre largement opposée à l'iconoclasme professé par Constantinople, même si Zacharie ne s'oppose pas frontalement à Constantin V.
Confrontée à la faillite impériale en Italie, la papauté se tourne alors vers le royaume des Francs, alors puissance dominante en Occident, pour forger une alliance contre les Lombards. Le pape Étienne II, successeur de Zacharie en 752, mène en personne une mission diplomatique auprès du roi Pépin le Bref qui conduit au traité de Quierzy, aussi appelée donation de Pépin, par laquelle le souverain franc cède à la papauté un ensemble de territoires dont la Corse et plusieurs cités de l'Italie centrale, pourtant revendiquées par les Byzantins, comme Ravenne ou la Pentapole byzantine, reprises aux Lombards par Pépin dès 756. Ces événements signifient la fin de toute présence impériale significative en Italie du Nord, puisque le duché de Rome est désormais sous l'autorité directe du pape. Ainsi, Eustathius, qui fait peut-être figure de dernier duc byzantin de Rome vers 756, s'affirme surtout comme un fonctionnaire papal. Si le souverain pontife continue de reconnaître une autorité formelle de l'empereur, faisant battre des monnaies à son effigie, il ne rétrocède plus la moindre recette fiscale à l'Empire. En 758, le nouveau roi des Lombards Desiderius (Didier de Lombardie) accepte de rétrocéder la région d'Otrante à l'Empire en échange du soutien de Constantin V dans sa lutte contre le duché de Bénévent, ce qui permet aux Byzantins de conserver cette position stratégique sur le canal d'Otrante. Dans l'ensemble, les relations avec Desiderius sont plutôt bonnes et permettent à Constantin de garder une certaine prise sur les affaires italiennes, le souverain lombard cherchant certainement à contrebalancer l'axe qui s'est constitué entre les Carolingiens et la papauté,.
Malgré tout, Constantin semble avoir maintenu de bonnes relations avec Pépin le Bref, se préoccupant surtout de conserver les possessions impériales dans le Sud de l'Italie, notamment la Sicile. Ainsi, Constantin envoie des émissaires auprès de Pépin le Bref quand celui-ci devient roi, avec des cadeaux de valeur, dont un orgue. En retour, Pépin envoie une ambassade franque à Constantinople en 757. Néanmoins, le conflit d'influences en Italie demeure difficilement dépassable. Si Pépin accepte de fiancer sa fille, Gisèle à Léon, le fils et coempereur de Constantin en 765, la relation ne va pas jusqu'au mariage.
Par ailleurs, c'est à la même époque que le duché de Naples, subdivision de l'exarchat de Ravenne, devient indépendant de fait. Grégoire II de Naples, dernier duc nommé directement par les Byzantins en 740, meurt en 755 et c'est Étienne II de Naples qui lui succède, sans assentiment de l'Empire byzantin alors incapable d'intervenir. Seules la Calabre et la région des Pouilles en Italie continentale restent sous l'autorité directe de Constantinople, en plus de la Sicile, qui semble dotée d'une flotte locale dans les années 750,. Les évêchés de ces régions, en plus de ceux de l'Illyricum, sont d'ailleurs rattachés au patriarcat de Constantinople vers le règne de Constantin V, peut-être dès le règne de Léon III.

### Face aux Bulgares

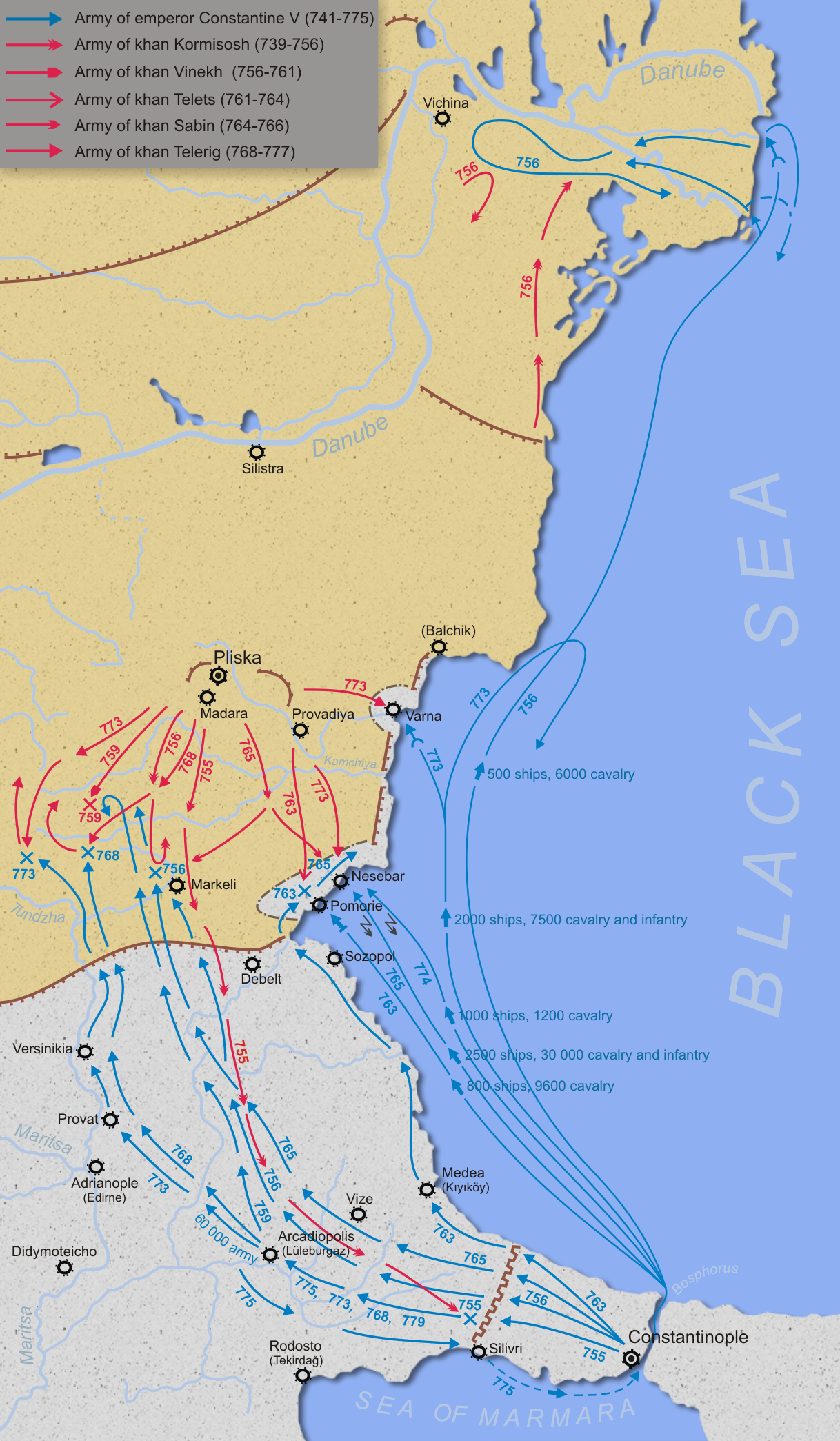
Carte des campagnes militaires byzantino-bulgares sous Constantin V.

Sur le front occidental, l'Empire byzantin est confronté depuis plusieurs décennies à l'écroulement du dispositif défensif autour du Danube et à la pénétration de peuples étrangers au sud du fleuve. Les Slaves s'installent au sein de sklavinies, des formes de principautés plus ou moins structurées ou bien sont vassalisés par les Bulgares, qui ont progressivement migré depuis les steppes eurasiatiques et ont constitué une sorte d'Empire à cheval sur le Danube. S'ils ont pu constituer ponctuellement des alliés face aux musulmans, les Bulgares sont aussi une réelle menace à la souveraineté byzantine sur les Balkans, ce qui explique la politique de colonisation opérée par Constantin V en Thrace ou en Macédoine, en relocalisant des populations grecques. Rebâtissant ou repeuplant certaines cités, il les élève parfois au statut d'évêchés comme Develtos (Debelt) ou Bulgarophygon. Surtout, avec le relatif apaisement du front oriental, il est en mesure de concentrer des troupes supplémentaires face aux Bulgares et restaure des fortifications à la frontière. Au total, ce sont neuf campagnes qui sont dirigées par Constantin contre les Bulgares.
En 755, le khan des Bulgares, Kormisoch, finit par réagir. Il exige une hausse du tribut que lui doivent les Byzantins sur la base du traité de paix de 716 mais Constantin refuse. Le souverain bulgare lance alors une offensive qui s'avance jusqu'aux environs de Constantinople, où il est repoussé par les Byzantins, lors d'une bataille qui voit l'un des premiers engagements des tagmata. Peut-être affaibli par cette défaite, il est remplacé par Vinekh. Le nouveau souverain bulgare doit affronter une contre-offensive menée par Constantin V sur terre, qui pénètre en Thrace alors qu'une flottille s'en prend au delta du Danube. L'armée byzantine, avec l'empereur à sa tête, vainc une nouvelle fois les Bulgares lors de la bataille de Marcellae. Les Bulgares consentent alors à une trêve et à la libération d'otages, après une nouvelle année d'escarmouches non concluantes en 757. En 758, Constantin consolide les positions impériales sur la côte nord de la mer Égée en soumettant diverses tribus slaves présentes dans la région,.
En 759, les tensions éclatent à nouveau, d'autant que les Byzantins poursuivent leur entreprise de consolidation de la frontière par le transfert de populations issues des régions frontalières avec le califat musulman. Une nouvelle campagne est décidée par Constantin V, qui décide de s'enfoncer en territoire bulgare mais son armée est surprise lors du passage du col de Rishki et subit une lourde défaite. Toutefois, Vinekh reste prudent et préfère ne pas poursuivre les Byzantins, ce qui provoque l'ire d'une partie de l'armée bulgare. Rapidement, un soulèvement intervient qui renverse et tue Vinekh en 760 ou 761. Le nouveau khan, Teletz, est un partisan de l'offensive et, dès 763, il mène une campagne contre les Byzantins. Constantin V réagit et conduit son armée aux environs d'Anchialos (aujourd'hui Pomorié), de nouveau appuyée par une flotte. Quand les deux armées se rencontrent le 30 juin 763, les Bulgares sont trahis par leurs supplétifs slaves et vaincus. Malgré des pertes importantes, Constantin V célèbre sa victoire dans les rues de Constantinople et fait exécuter les prisonniers bulgares. Cette défaite contribue aussi à la chute de Teletz, qui est à son tour exécuté, conduisant à une guerre civile. Constantin en profite pour envahir le territoire bulgare en 765 ou 766. Néanmoins, sa flotte envoyée en soutien vers les bouches du Danube est largement anéantie par une tempête et l'empereur préfère se retirer. Dans le même temps, le souverain bulgare, Savin, déjà largement contesté, est déposé quand il plaide pour des négociations de paix avec l'Empire byzantin. Il s'enfuit alors pour Constantinople et se place sous la protection de Constantin V.
Pendant quelques années, un profond flottement règne à la tête du khanat bulgare, jusqu'à l'émergence de Telerig au début des années 770. D'emblée, il fait face à la pression de Constantin V qui lance une nouvelle opération amphibie, avec un important débarquement de troupes à Varna mais il préfère se retirer, pour des raisons inconnues. Telerig riposte vers 774-775 avec un raid contre la Macédoine. Il pense alors que Constantin V s'apprête à partir pour l'Orient mais c'est une manœuvre du souverain byzantin qui vise à tromper son adversaire. En réalité, l'armée bulgare tombe dans une embuscade et est vaincue lors de la bataille de Lithosoria, grâce à l'importante supériorité numérique des Byzantins. Pour Constantin V, c'est l'occasion de nouvelles célébrations et d'un assaut maritime vers le delta du Danube, tandis que Telerig, gravement affaibli par cet échec, s'apprête à quitter la Bulgarie pour trouver refuge à Constantinople.
Dans l'ensemble, les nombreuses campagnes de Constantin V contre les Bulgares ne débouchent pas sur une victoire décisive qui permettrait aux Byzantins de reprendre leur contrôle sur l'entièreté des Balkans et de soumettre les Bulgares. Néanmoins, elles affirment la capacité impériale à consolider la frontière existante et à renforcer sa souveraineté sur la Thrace et la Macédoine, par le transfert de populations de Syrie, d'Arménie et d'Asie Mineure et la restauration de fortifications solides. Peut-être aussi pour réduire l'emprise des Slaves sur une partie de la région, Constantin V en transfère plusieurs milliers en Bythinie en 762. Par ailleurs, ses victoires affaiblissent le khanat bulgare, miné par des conflits internes liés aux défaites successives face aux Byzantins.

## Politique intérieure

### Réforme militaire
Constantin V met en œuvre une réforme militaire d'ampleur sous son règne, avec la création de régiments permanents, connus sous le nom de tagma (tagmata au pluriel). Avec les invasions musulmanes du VIIe siècle, l'armée byzantine a connu de profondes évolutions, notamment la création des thèmes, lieux d'implantations de corps d'armées provinciaux, mobilisables en cas d'invasions. Néanmoins, ces troupes sont aussi à la main des gouverneurs de provinces (les stratèges) et constituent donc des menaces pour un empereur, à l'image de la révolte d'Artabasde. Les tagmata forment une armée de plusieurs milliers d'hommes qui sont cantonnés à Constantinople et dans les environs, en Europe et en Asie. Les divisions qu'on y distingue portent les noms d'anciennes unités de la garde ou de la garnison de la capitale qui ont parfois disparu. Les deux principales sont les Scholes et les Excubites, qui deviennent des unités de cavalerie de quatre mille hommes chacune, les soldats des deux étant répartis de part et d'autre du Bosphore pour rendre plus difficiles les conspirations militaires. D'autres unités sont attestées mais à des dates imprécises. Ainsi, la Vigla, régiment chargé de la défense du Palais impérial, n'apparaît qu'après la mort de Constantin V mais certains historiens comme Warren Treadgold lui en attribuent la création. Ces unités, d'abord chargées de protéger l'empereur constituent progressivement le noyau d'une armée de campagne capable de se déployer sur les différents fronts de l'Empire,.

Carte faisant figurer les thèmes asiatiques de l'Empire byzantin, dont ceux des Optimates et des Bucellaires, vraisemblablement créés sous Constantin V ainsi qu'une zone frontière dépeuplée avec les Arabes.

Soucieux d'affaiblir le puissant thème de l'Opsikion, Constantin transforme aussi l'unité des Optimates qui lui est traditionnellement rattachée. Formant un corps d'élite, il devient un régiment d'intendance, chargé de l'approvisionnement des armées en campagne et est établi dans une région à part entière, autour de Nicomédie et à proximité immédiate de la capitale. En parallèle, il crée aussi le thème des Bucellaires, lui aussi détaché de l'Opsikion et centré approximativement autour de la Paphlagonie,.
Il s'agit donc d'une armée permanente à la disposition de l'empereur, tout autour de la capitale, et qui lui sert pour les petites campagnes militaires décidées rapidement, et aussi comme colonne vertébrale pour des expéditions plus importantes. D'autre part, la dispersion des troupes dans la région de la capitale entre de nombreuses unités relevant, soit des thèmes, soit des tagmata, rend les complots militaires moins probables. Enfin, la présence des soldats des tagmata en Thrace permet à Constantin V, dès le début de son règne, d'élargir la zone où s'exerce l'autorité impériale en Europe au détriment des « Sklavinies ».
Enfin, à l'image de son père, Constantin acquiert une solide réputation auprès de l'armée, d'autant qu'il n'hésite pas à prendre la tête de ses soldats, ce qui lui permet autant de limiter l'émergence de généraux potentiellement trop ambitieux que de prévenir des tensions au sein de la troupe. Ainsi, en dépit d'un règne long de près de 35 ans, aucune mutinerie d'ampleur n'intervient en dehors de la révolte d'Artabasde au commencement de son règne.

### La consolidation de l'Empire

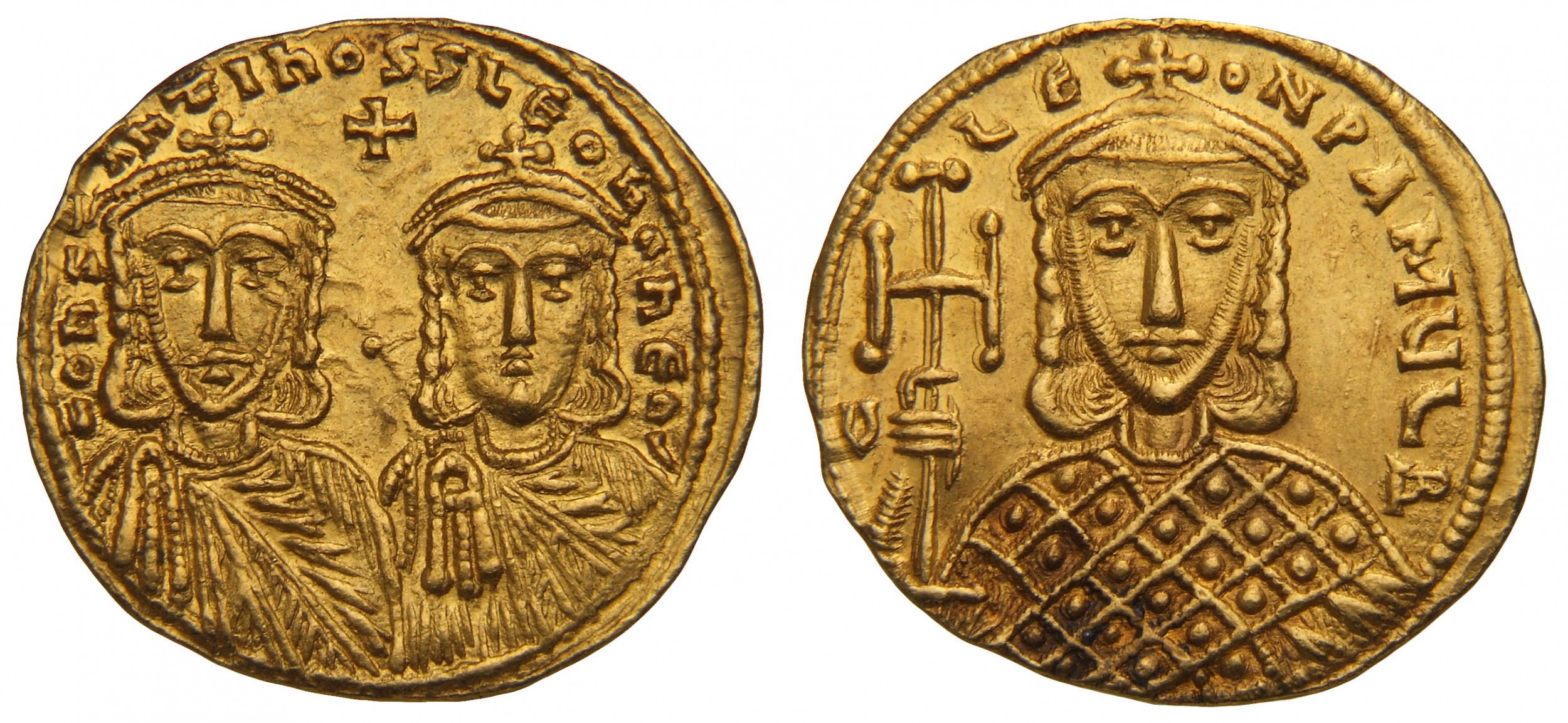
Solidus représentant au revers Constantin V et son fils Léon IV. À l'avers, c'est la figure de Léon III qui est représentée. C'est un trait original des monnaies battues sous Constantin V, qui continuent de représenter le père de l'empereur pourtant mort. Il figure d'abord à ses côtés jusqu'à l'élévation impériale de Léon IV qui fait basculer Léon III à l'avers.

En plus de ses réformes militaires, Constantin V est attentif à consolider l'administration de l'Empire byzantin. Si sa politique fiscale est décrite par les auteurs byzantins comme oppressive, elle témoigne aussi d'une certaine rigueur dans le prélèvement des taxes, avec pour résultat une amélioration de la situation financière de l'Empire, particulièrement fragilisée par les nombreux défis connus depuis plusieurs décennies. En 766-767, le prix du grain baisse fortement, ce que les chroniqueurs interprètent comme la conséquence de la rapacité fiscale de Constantin V, qui contraint les agriculteurs à vendre toute leur récolte, faisant s'effondrer les prix. Il pourrait en réalité s'agir simplement du signe d'une très bonne récolte. Il monétise également une partie des taxes foncières pour alimenter le Trésor impérial. Ces évolutions sont parfois inscrites dans l’Ecloga, recueil de lois byzantines mis en place par Léon III et complété par Constantin V. Quant au monnayage, il est marqué par la disparition des sémissis et des trémissis, qui ne sont plus battus que lors d'occasions spéciales comme l'intronisation de Constantin en 741 ou le couronnement de son fils en 751. Par ailleurs, un épisode rapporté par une chronique latine intervient à l'occasion de la révolte d'Artabasde. Constantin, alors en plein siège de Constantinople, aurait payé des marchands avec des nomismata en cuir qu'il aurait ensuite racheté avec des nomismata en or, rappelant une ancienne pratique romaine.

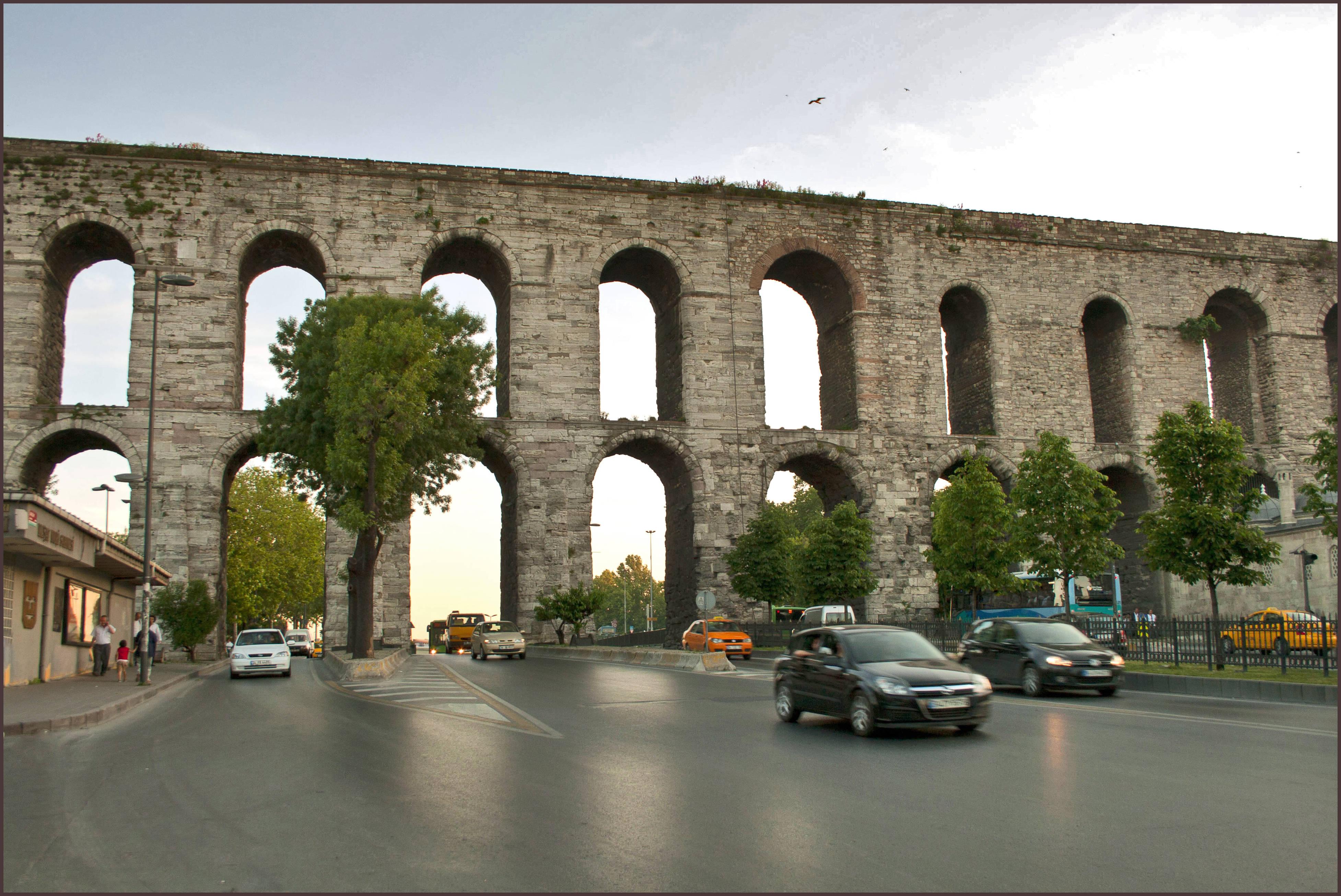
L'aqueduc de Valens aujourd'hui à Istanbul, remis en état de fonctionnement par Constantin V.

Divers événements parfois destructeurs parsèment le règne de Constantin. En 740, juste avant son arrivée sur le trône, un important séisme frappe Constantinople et détruit l'église Sainte-Irène, qu'il rebâtit en 753 sur la base d'un programme iconographique iconoclaste qui a subsisté jusqu'à nos jours. Il semble aussi être à l'origine de la restauration de plusieurs pans de la muraille de Constantinople, abîmée par le séisme de 740. Au-delà, il utilise des scènes de décoration de l'Hippodrome sans valeur religieuse pour remplacer les ornements aux tonalités sacrées du Milion, un monument majeur de Constantinople. En 746, une intense vague de la peste de Justinien touche l'Empire et semble faire un grand nombre de victimes, notamment à Constantinople en 747, contraignant la cour impériale à se déplacer à Nicomédie. Il n'est d'ailleurs pas impossible que cet événement explique en partie le regain de religiosité de Constantin. Le patriarche Nicéphore Ier de Constantinople, dans son Breviarium, indique que la ville de Constantinople est pendant un moment pratiquement vidée de sa population. Quand le fléau s'apaise, en 748, Constantin V repeuple sa capitale avec d'autres habitants venant de Grèce et des îles de la mer Égée. De même, une importante sécheresse frappe la cité impériale et amène Constantin à utiliser d'importants moyens matériels et humains pour faire restaurer l'aqueduc de Valens pour améliorer l'alimentation en eau de la ville,. Enfin, il est à l'origine de la construction de l'église Notre-Dame du Phare. Dans l'ensemble, l'œuvre restauratrice de Constantin contribue à redonner une partie de sa grandeur passée à Constantinople.
Constantin V est très tôt attentif à assurer sa succession et fait couronner comme coempereur son premier fils, le futur Léon IV le Khazar, alors qu'il a un peu plus d'un an, le 17 mai 751. Par ailleurs, il élève ses autres fils aux dignités de césar et de nobellissime, hautement prestigieuses. Ces pratiques contribuent à la consolidation du principe dynastique dans l'ordre politique byzantin. Le fait de faire figurer sur les pièces de monnaie à la fois l'empereur mais aussi son fils (Léon IV) et son père (Léon III) contribue à installer l'idée d'une continuité et fait de la dynastie isaurienne l'une des premières à véritablement institutionnaliser la passation de pouvoir familiale déjà existante mais régulièrement contournée,. Constantin V est d'ailleurs à l'initiative de la construction de la porphyra, la chambre impériale du Grand Palais dans laquelle sont destinés à naître les futurs empereurs, dès lors appelés porphyrogénètes, c'est-à-dire nés dans la pourpre, couleur impériale par excellence. Sans que cette notion soit complètement nouvelle, Constantin V l'institutionnalise,.

## Politique religieuse

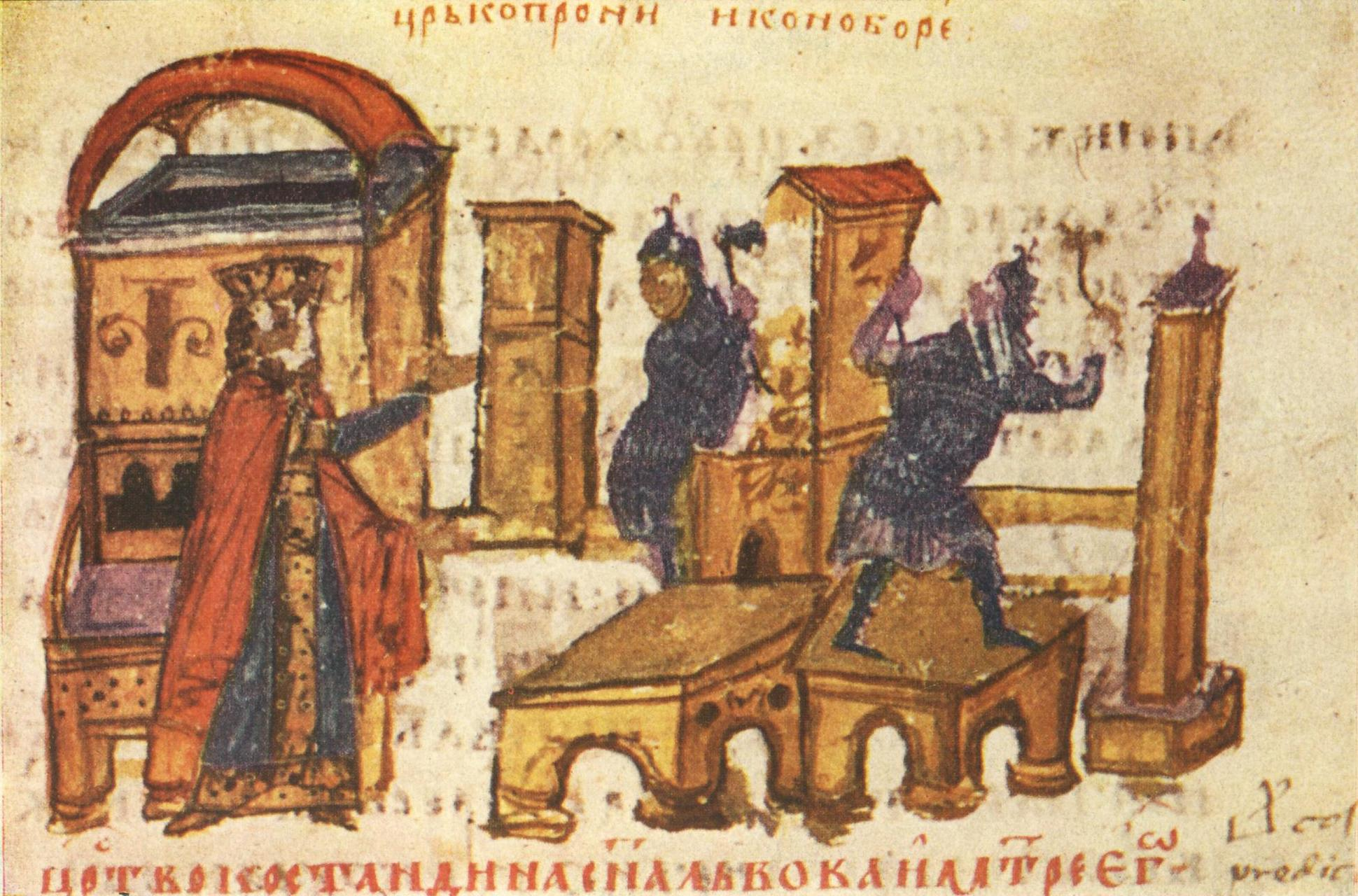
Miniature de la chronique de Constantin Manassès dépeignant la destruction des images sur ordre de Constantin V.

### Un interventionnisme grandissant

Croix iconoclaste dans une abside de l'église Sainte-Irène, rebâtie par Constantin V selon un programme iconographique iconoclaste.

En faisant de l'iconoclasme, c'est-à-dire le rejet des images sacrées, la doctrine du christianisme byzantin en janvier 730, Léon III a suscité de nombreuses contestations au sein d'une société byzantine clivée sur ce sujet. En 752, Constantin V lance une campagne dans tout l'Empire pour réaffirmer la validité de l'interdiction du culte des images. Il faut souligner qu'entre ces deux dates, on ne connaît aucun acte des deux empereurs successifs en rapport avec cette question. Tout au plus peut-on signaler quelques allusions au fait qu'Artabasde, dans le souci de s'assurer des soutiens, aurait autorisé à nouveau les icônes, mais rien n'indique qu'il ait abrogé formellement l'édit de Léon III l'Isaurien, si d'ailleurs celui-ci a bien existé. Pourtant, la question reste certainement pendante, car les Églises non contrôlées par l'Empire (notamment la papauté) refusent l'iconoclasme, et des théologiens, comme Jean Damascène en Palestine, y entretiennent la polémique. Cependant Constantin V, depuis le début de son règne, a d'autres préoccupations urgentes et c'est seulement quand son pouvoir est bien installé qu'il peut réellement se consacrer à ce sujet. Des historiens, en particulier David Turner, mettent l'accent sur l'impact de la vague de peste de 746-747 pour justifier le durcissement de la position de Constantin V, qui a pu voir dans cette épidémie un signe divin contre la vénération des images,.
Des émissaires sont envoyés dans tout l'Empire pour inciter les évêques à organiser des synodes et des réunions publiques sur cette question ; le texte intitulé Avertissement d'un Ancien sur les Saintes Images (Nouthesia gerontos) montre un de ces synodes convoqué par un évêque Cosmas, en Cilicie, et où il doit affronter le moine iconodule Georges de Chypre ; les nombreuses références scripturaires et patristiques avancées par l'évêque indiquent que les théologiens du Palais ont dû constituer des argumentaires à faire circuler. Constantin V lui-même, « empereur théologien », rédige des traités comme les Peuseis (« Questions ») dont le texte est en partie conservé dans la réfutation qu'en a faite le patriarche Nicéphore Ier de Constantinople (Antirrhetici I et II). Il y développe la thèse d'une impossibilité de l'idée d'image sacrée. Il s'appuie pour cela sur différents théologiens prestigieux comme Eusèbe de Césarée. Plusieurs historiens y ont vu l'influence du monophysisme du fait de l'insistance de Constantin V à affirmer que l'union des deux natures du Christ, divine et humaine, interdit de le représenter sous une forme matérielle qui ne peut retranscrire cette double nature, notamment sa part divine. La rédaction de ce traité intervient vraisemblablement au début du règne de Constantin, peut-être après la vague de peste de 748 et alors qu'il cherche à renforcer la présence de l'iconoclasme. Ce texte incarne la volonté de l'Empereur de s'ingérer pleinement dans les débats théologiques de son temps, selon une conception proche du césaropapisme.

### Le concile de Hiéreia
Cette campagne aboutit à la tenue, du 10 février au 8 août 754, du concile de Hiéreia. Rassemblant 338 évêques pendant six mois, c'est un événement de grande dimension. Cependant, la prétention de l'empereur de le présenter comme un concile œcuménique est contestable : ni la papauté, ni les patriarcats orientaux d'Alexandrie, d'Antioche et de Jérusalem ne sont représentés avec certitude même si des évêques issus ds provinces occidentales de l'Empire (Sicile notamment) sont attestés ; de plus le patriarche de Constantinople, Anastase, est mort en janvier, et Constantin V ne présente son successeur, Constantin II, qu'il a choisi lui-même, qu'à la séance de clôture du concile, le 8 août,,. Par conséquent, aucun des cinq patriarches traditionnels de l'Église n'apparaît dans ce concile. Aucun concile œcuménique précédent n'a été à ce point un pur acte de l'autorité impériale. Il semble que le principal gain que Constantin retire de toute cette campagne, c'est une autorité renforcée sur le clergé de l'Empire et sur les questions religieuses. Il y est d'ailleurs acclamé comme le nouveau Constantin le Grand. Le 27 août, accompagné de son fils et des principaux évêques, il se rend sur le forum de Constantin pour faire lire à la population les principales décisions du concile qui interdit le culte des images et jette l'anathème sur les principaux opposants à l'iconoclasme, dont Jean Damascène. En revanche, la profession de foi présente des divergences avec les thèses théologiques de Constantin dans le sens d'une plus grande conciliation avec les conclusions des précédents conciles,.
Si la promotion de l'iconoclasme n'est pas approuvée par la papauté, elle semble jouer un rôle secondaire dans les difficultés byzantines en Italie. Ainsi, le pape Zacharie se préoccupe principalement des difficultés avec les Lombards et c'est la pression de ces derniers qui explique largement l'alliance avec les Francs. En revanche, un synode est convoqué par Pépin le Bref à Gentilly en 767, qui traite notamment de la question des images et auquel participent des envoyés de l'Église byzantine. Si les actes de ce concile n'ont pas survécu, il semble que la position byzantine soit clairement rejetée. Par ailleurs, la papauté reçoit vers 768-769 une lettre de la plupart des autorités religieuses orientales, notamment les patriarcats d'Antioche, de Jérusalem et d'Alexandrie, qui plaident pour une condamnation de l'iconoclasme. Le concile du Latran de 769 prend cette orientation et condamne le concile de Hiéreia, ce qui marque un engagement plus net de la papauté contre l'iconoclasme,.

### De la contestation à la répression

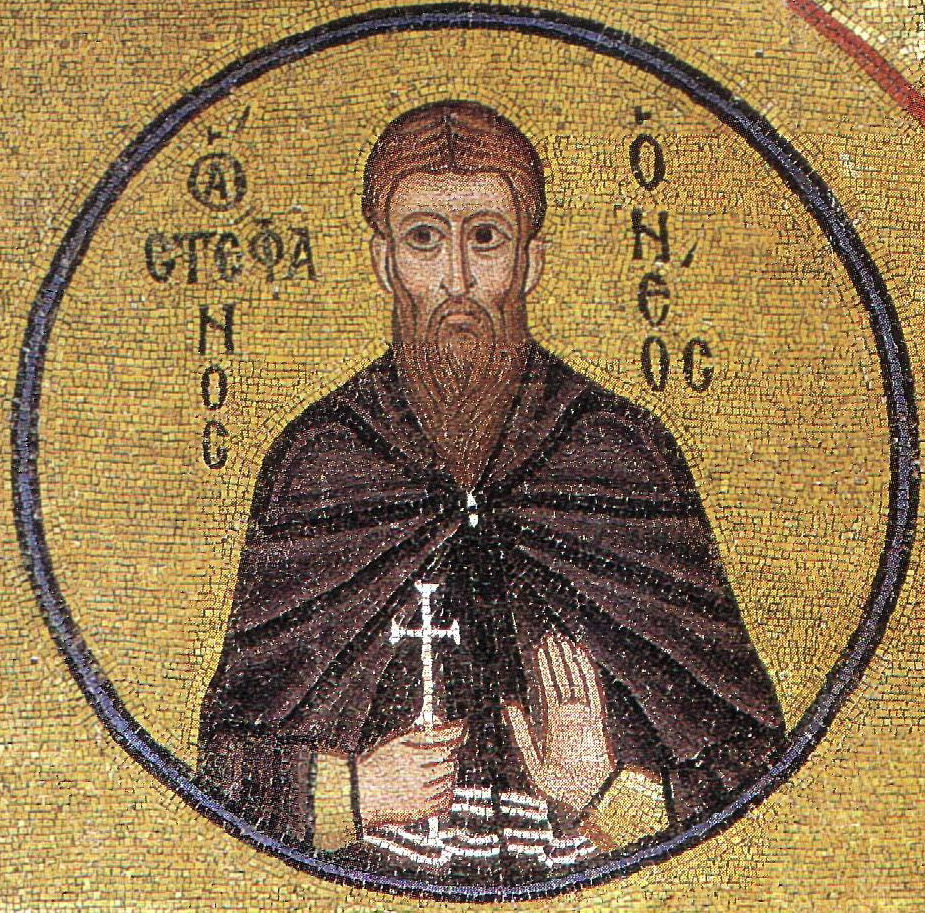
Mosaïque du XIe siècle représentant
Étienne le Jeune, au monastère d'Osios Loukas (monastère Saint-Luc).

#### Le complot de 766
Durant les années qui suivent le concile, aucune vague de répression d'ampleur n'est attestée. Seul un moine, André Kalabytès, est battu à mort en 761 ou 762, peut-être en raison de son opposition à l'iconoclasme. Pendant l'été 763, après sa victoire à Anchialos, Constantin V fait arrêter l'ermite Étienne le Jeune, qui, installé sur le mont Saint-Auxence, a acquis un grand rayonnement ; ses motifs sont multiples : Étienne refuse de signer le décret du concile de Hiéreia et est le centre d'un mouvement d'agitation à ce sujet parmi les moines ; mais surtout il exerce une influence jugée délétère sur des membres de l'aristocratie, y compris sur des officiers et de hauts dignitaires du Grand Palais, on l'accuse de mener une campagne de dénigrement contre l'empereur et de conversion à la vie monastique. Étienne, après une période de relégation sur l'île de Proconnèse, puis d'incarcération à Constantinople, est lynché le 20 novembre 765 par des soldats des tagmata indignés de l'attitude jugée provocatrice de l'ermite à l'égard de l'empereur.

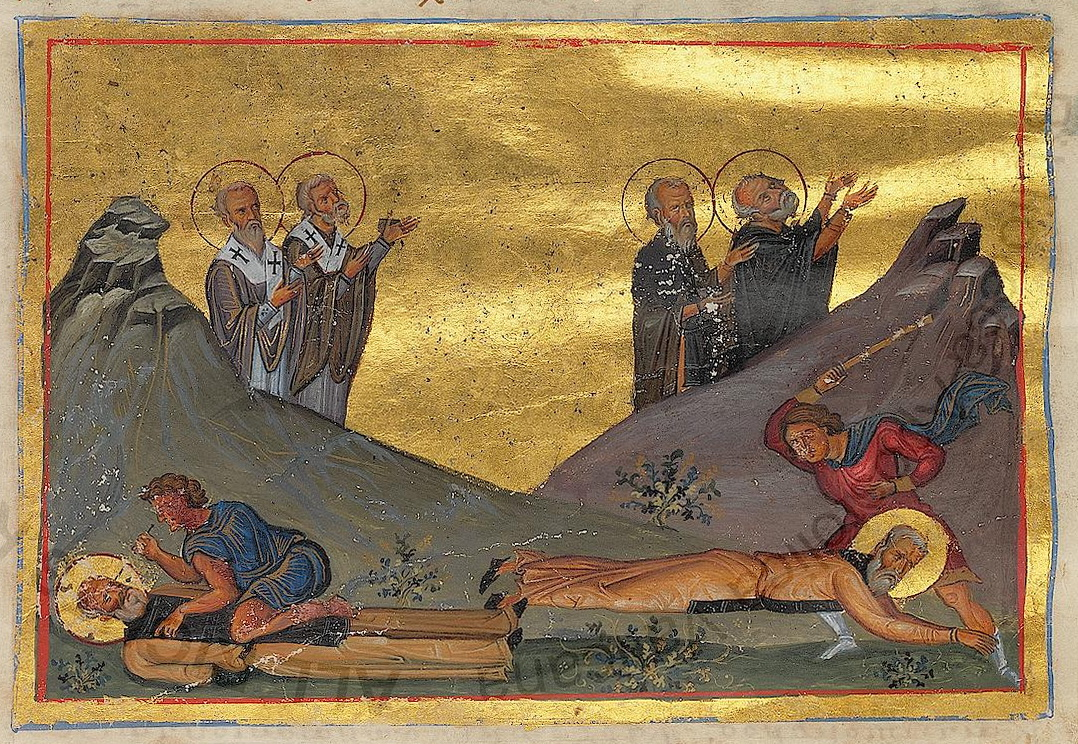
Le martyre d'Étienne le Jeune, planche du Ménologe de Basile II.

Cet événement va bientôt révéler un malaise dans l'entourage même de Constantin V. En août 766, au retour de son expédition manquée en Bulgarie, l'empereur, exaspéré par le comportement sourdement hostile d'une partie du milieu monastique, organise un spectacle de dérision dans l'hippodrome : des moines et des nonnes, en habit laïc, doivent défiler devant le public en se tenant par la main, au mépris de leur condition monastique,. Quelques jours plus tard, dix-neuf très proches collaborateurs de l'empereur sont arrêtés et accusés de complot ; les deux principaux sont deux frères, Constantin Podopagouros, logothète du Drome, et Stratêgios, Domestique des Excubites (donc commandant de l'une des deux principales divisions des tagmata) ; les deux sont notamment accusés d'avoir comploté contre l'empereur avec Étienne le Jeune. Parmi les autres conjurés figurent Antiochos, stratège de Sicile et ex-logothète du Drome, Ikoniatès, stratège de Thrace, le comte de l'Opsikion, et plusieurs autres personnages à peine moins importants. La présence des deux premiers stratèges a pu être interprétée comme la rébellion de deux hommes alors en disgrâce car possiblement responsables tant des difficultés en Italie que sur la frontière bulgare, ce qui confirmerait la nature au moins partiellement politique du complot.
Le 25 août a lieu dans l'hippodrome un spectacle d'humiliation des conspirateurs, et le 26 ce sont Podopagouros et son frère qui sont décapités tandis que les autres sont aveuglés. Dans les jours suivants, l'éparque de Constantinople, Procope, est arrêté à son tour et fouetté, et le 30 août, le patriarche Constantin II de Constantinople, appréhendé, est placé en détention dans le palais d'Hiéreia ; déposé officiellement en novembre 766, il est exécuté en octobre 767,. Son successeur, Nicétas Ier de Constantinople, se montre un partisan zélé de l'empereur. Surtout, le grand nombre de dignitaires suspectés de conspiration et la diversité de leurs positions, qu'elles soient civiles, militaires ou religieuses indique la gravité de la menace pour Constantin et le soin pris par ce dernier à la réprimer avec sévérité.
Par ailleurs, ces différents épisodes illustrent l'usage par Constantin V du lieu hautement symbolique qu'est l'Hippodrome pour exercer son pouvoir, n'hésitant pas à s'appuyer sur les Factions, alors toujours influentes à Constantinople. Il s'adresse plusieurs fois à elles quand il livre certains de ses opposants à la vindicte populaire et se place plus particulièrement du côté des Rouges, une faction pourtant mineure, peut-être pour ne s'aliéner ni les Verts, ni les Bleus, qui sont les deux groupes majoritaires. En définitive, la grille de lecture imposée par les chroniqueurs, qui font du culte des images l'élément central de la vie politique byzantine, empêche pour partie de saisir dans toutes ses subtilités la nature réelle du complot de 766 ou de la répression qui s'ensuit,.

#### Une radicalisation à géométrie variable

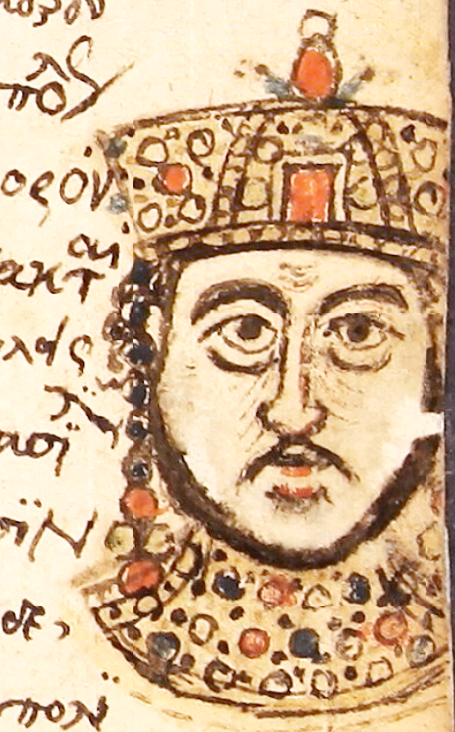
Constantin représenté dans le manuscrit Mutinensis gr. 122 composé au XV.

##### La relation au monachisme
Ces événements de 766 conduisent à une radicalisation de la politique intérieure, notamment religieuse, de Constantin V. En 766, il impose un serment interdisant toute vénération des images, sans qu'il soit possible de déterminer s'il s'impose à tous ou seulement aux principaux dignitaires,. Il donne une place désormais prépondérante à l'armée dans son gouvernement, s'appuyant particulièrement sur la division d'élite des Scholes. Il nomme une série de nouveaux responsables en qui il a toute confiance : Antonios, Domestique des Scholes, Michel Mélissène, stratège des Anatoliques, Michel Lachanodrakôn, stratège des Thracésiens, Manès, stratège des Bucellaires. Les mots d'ordre religieux sont radicalisés, puisque le culte des reliques est fortement circonscrit et une politique de répression contre les moines hostiles est menée. Cette politique ne touche pas tout le monachisme byzantin, et elle est plus ou moins généralisée ici et là suivant le zèle des collaborateurs : dans sa province, Michel Lachanodrakôn, dont certains des agissements sont probablement exagérés par les chroniqueurs, donne aux moines et aux nonnes à choisir entre le mariage ou l'aveuglement et l'exil, et avant 772 il en aurait fait disparaître le monachisme. Des monastères confisqués sont affectés au logement de soldats. Mais d'autres exemples montrent que cette politique n'est pas systématique : ainsi sainte Anthousa a fondé vers 740 un monastère double d'hommes et de femmes à Mantinée, en Paphlagonie ; elle reçoit la visite de l'empereur et de sa troisième femme Eudoxie à l'occasion d'une grossesse difficile de celle-ci vers 757, et ensuite son établissement est couvert de bienfaits par l'impératrice, qui lui offre même de vastes terrains ; le monastère, très prospère, compte neuf cents moines vers la fin du règne de Constantin V. En outre, ce dernier prénomme sa fille Anthousa, en l'honneur de la religieuse. Ce n'est sûrement pas un cas isolé, et il faut d'ailleurs se garder de croire que tous les moines sont des opposants au concile de Hiéreia.
Encore aujourd'hui, l'attitude de Constantin envers les moines est débattue. Louis Bréhier a vu en lui un véritable ennemi du monachisme, tandis que Stephen Gero a défendu l'idée que l'empereur, au mode de vie potentiellement dissolu, aurait vu d'un mauvais œil le rigorisme des moines. À l'inverse, Leslie Brubaker et John Haldon estiment que Constantin veut rétablir une certaine discipline dans un monachisme qui se perdrait.

##### Une théologie mal définie
Par ailleurs, Constantin a été accusé de divers actes d'impiété dont la portée est souvent à relativiser. Il aurait prohibé le culte de la Vierge Théotokos et cherché à réduire celui des saints, ou bien encore aurait retiré diverses croix situées au bord de routes. Néanmoins, les historiens modernes, dont Marie-France Auzépy ou Dirk Krausmüller, considèrent parfois qu'il s'agit moins d'un rejet de tout un pan du culte chrétien que d'un souhait de limiter des pratiques excessives, parfois apparentées à de la superstition. Son positionnement à propos des reliques continue de faire débat. Vers la fin de son règne, il est vilipendé pour avoir détruit ou retiré des reliques d'espaces sacrés mais la réalité de cette pratique demeure difficilement mesurable. Stephen Gero, dans la lignée d'un Georg Ostrogorsky, estime que Constantin se raidit vers la fin de sa vie. Au contraire, John Wortley est beaucoup plus pondéré, tout comme Marie-France Auzépy, qui s'appuient sur les écrits de Théophane le Confesseur ou du patriarche Nicéphore. Ceux-ci mettent surtout en évidence le retrait des reliques d'espaces sacrés comme les autels, pour rétablir la pureté de ces derniers,,.
L'une des controverses les plus vives concerne le rapport de Constantin à la Vierge Marie, dont il aurait voulu prohiber le culte en tant que Mère de Dieu, pour la cantonner au rôle de Mère du Christ. Cette rumeur est notamment diffusée par Théophane le Confesseur et certains historiens comme Georg Ostrogorsky l'ont reprise comme preuve d'un raidissement de Constantin dans ses dernières années de vie. Néanmoins, les propres écrits de Constantin autant que les décisions du concile de Hiéreia rappellent la sainteté de Marie, ce qui conduit Marie-France Auzépy à considérer que Théophane propage un récit complètement fictif. Là encore, il est possible que Constantin ait surtout cherché à restreindre des pratiques invoquant la Vierge Marie parfois avec excès. C'est notamment l'interprétation de Leslie Brubaker et John Haldon. En revanche, Dirk Krausmüller juge l'hypothèse d'une forte restriction du culte des saints et de la Vierge légitime, même si elle rentre en contradiction au moins partielle avec les conclusions du concile. Il estime que Constantin ne se sent pas les mains liés par ce dernier et pourrait donc s'être radicalisé vers la fin de son existence et voit surtout dans cette position une remise en cause du dogme de l'intercession.
Il reste difficile de saisir tous les éléments qui ont animé Constantin V dans sa politique religieuse autant que dans ses actions répressives. Parfois caricaturé comme un tyran qui cherche à tout prix à faire valoir sa théologie, des historiens comme Leslie Brubaker et John Haldon perçoivent plutôt son action sous un angle plus politique, soulignant que les épurations des années 765-767 visent autant à réprimer des iconodules que des opposants à l'empereur, prêts semble-t-il à le renverser. Marie-France Auzépy souligne qu'en dehors du cas d'Étienne le Jeune, peu d'hagiographies concernent des victimes directes de la répression de Constantin V, ce qui relativiserait l'ampleur de celle-ci et le nombre de martyrs associés. De même, les actes de destruction d'images ont pu être exagérés tandis que la promotion d'un art iconoclaste s'inscrit parfois plutôt dans une entreprise de restauration de bâtiments endommagés que d'un souhait délibéré de détruire toute référence au culte des images.

## Mort et succession
En septembre 775, alors que Constantin V prépare une nouvelle expédition d'envergure contre les Bulgares, il est pris d'une forte fièvre et de furoncles sur les jambes. Ayant atteint Arcadiopolis, il doit revenir à Constantinople mais il meurt sur le chemin du retour. Immédiatement, c'est son fils et successeur désigné depuis longtemps, Léon IV le Khazar, qui lui succède, le 14 septembre 775, sans rencontrer d'obstacles.

## Unions et descendance
Constantin V se marie trois fois. Il épouse d'abord, dès son adolescence, Tzitzak, une princesse khazare, qui meurt probablement en 750 en donnant naissance à son successeur, Léon IV le Khazar, associé au trône dès un an pour assurer au plus tôt sa légitimité et qui épouse en 768 la future impératrice Irène l'Athénienne. Peu après la mort de sa première épouse, Constantin se remarie en 751 avec Marie. Peu de choses sont connues à son propos, d'autant qu'elle meurt très rapidement, l'année de son union impériale. Constantin épouse ensuite en troisièmes noces Eudoxie, sans que la date de l'union soit connue (avant 768-769, date à laquelle elle devient Augusta). Dans tous les cas, il s'agit d'une entorse aux règles habituelles qui prohibent un troisième mariage, même si Constantin ne semble pas avoir rencontré d'obstacles particuliers en la matière. Ensemble, ils ont plusieurs enfants :

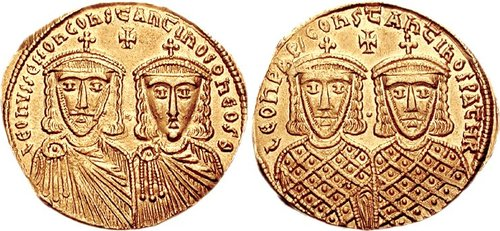
Solidus représentant Léon IV et son fils et coempereur, le futur Constantin VI.

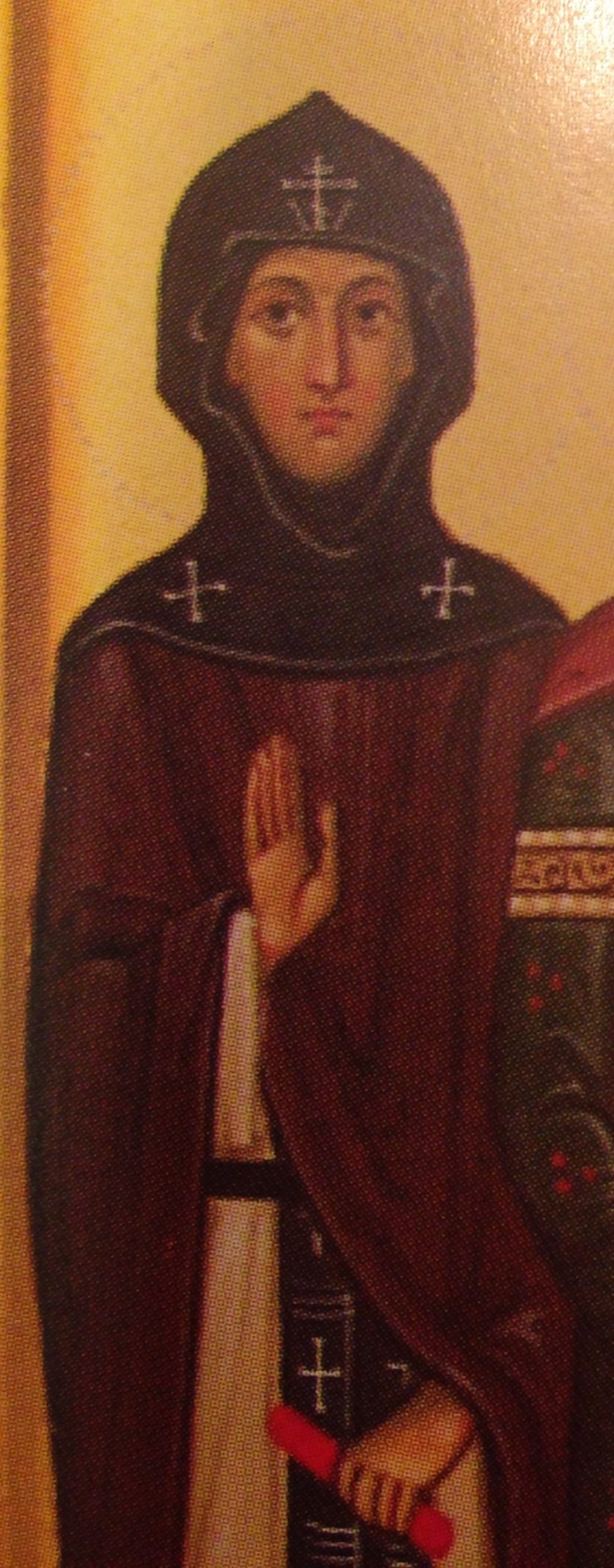
Icône représentant Anthousa, l'une des filles de Constantin V, reconnue sainte par l'Église orthodoxe.

- Christophe (né vers 755), il est nommé césar en 769[153] ;
- Nicéphore (né vers 757), il est nommé césar en 769. Avec son frère aîné, Christophe, ils sont un temps proclamés empereurs en 812 par des soldats avant que leur révolte ne soit matée. Tous deux meurent vers cette date[153] ;
- Anthousa (sans doute jumelle de Nicéphore), elle est ainsi nommée en l'honneur de Sainte Anthousa et se dirige elle aussi vers une vie religieuse avant d'être canonisée après sa mort[Note 13] ;
- Nicétas, nommé nobellissime[154] ;
- Eudokimos, nommé nobellissime[154] ;
- Anthime, nommé nobellissime[154].

Tous les fils de Constantin et Eudoxie sont aveuglés et exilés sur ordre de Constantin VI, le fils de Léon IV, en 792, pour éviter qu'ils ne deviennent d'éventuels prétendants au trône.

## Postérité et historiographie

### Une légende noire
Constantin V est l'une des figures les plus noircies par les chroniqueurs et historiens postérieurs : principal promoteur de l'iconoclasme, et un temps persécuteur de moines, il a systématiquement été décrit comme un odieux tyran par l'historiographie byzantine, d'origine essentiellement cléricale (et monastique), et de parti-pris iconodule. Les écrits peuvent être d'une rare violence à l'encontre de Constantin V. Théophane le Confesseur en fait une bête assoifée de sang et un précurseur de l'Antéchrist. Quant à la littérature contemporaine des iconoclastes, rien n'en a été conservé. Néanmoins, des éléments attestent d'une réelle popularité dans l'armée, en raison de ses succès et de son œuvre réformatrice. Ainsi, quand Nicéphore Ier est écrasé et tué par les Bulgares à la bataille de Pliska en 811, les soldats revenus à Constantinople se rendent sur la tombe de Constantin V pour convoquer ses mânes au secours de l'Empire. Ils tentent même de proclamer empereur l'un des fils de Constantin, Nicéphore, alors exilé et aveuglé. Néanmoins, au moment de la révocation définitive de l'iconoclasme sous Michel III, son sarcophage est brisé et ses restes brûlés. Il reste donc une figure mal connue, et une évaluation objective de sa personnalité et de son action ne peut se faire que par une lecture très critique des sources, lui restituant sa stature, qui est très importante dans l'histoire de l'Empire byzantin.

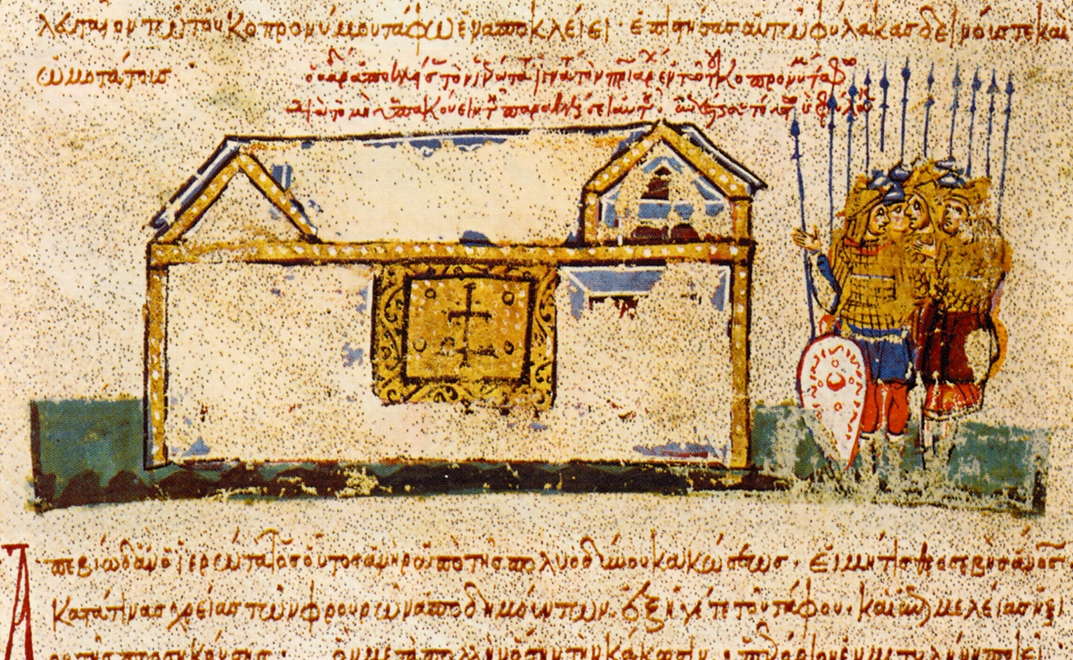
Miniature issue de la chronique de Skylitzès de Madrid, représentant des soldats se rendant auprès de la tombe de Constantin V pour célébrer sa mémoire.

Constantin a reçu son surnom principal de Copronyme (littéralement, « au nom de merde ») à partir d'une anecdote ridicule colportée par des chroniqueurs malveillants : au cours de son baptême par le patriarche Germain Ier de Constantinople, il aurait déféqué dans les fonts baptismaux, répandant une odeur infecte, et le patriarche aurait alors eu ce mot « prophétique » : « Cet enfant remplira l'Église de sa puanteur ». Son autre surnom usuel de Caballinos, guère plus aimable (« le chevalin »), renvoie à son prétendu goût effréné pour les chevaux et les courses de chars dans l'hippodrome, d'où l'association avec l'idée de fumier. Il est aussi souvent accusé, dans la littérature monastique, de débauche et d'homosexualité (bien qu'il se soit marié trois fois et ait eu six enfants de sa troisième femme, mais cela aussi lui est reproché, les troisièmes mariages étant en principe interdits). En revanche, dans le monde chrétien oriental, son image est bien moins ternie. Des textes arméniens se montrent plus favorables à Constantin et mentionnent une autre explication à son surnom de Caballinos. Au cours d'une campagne contre les Arabes, il aurait fait verser une grande quantité de fumier dans une rivière pour faire croire à ses adversaires que l'armée byzantine est tellement grande qu'elle en vient à transformer l'apparence du cours d'eau sur son passage.

### Réévaluation par les historiens modernes
Au XVIIIe siècle, Edward Gibbon, auteur d'une Histoire de la décadence et de la chute de l'Empire romain se distancie déjà des sources iconodules, dont il moque les exagérations outrancières. Néanmoins, il ne les rejete pas totalement et décrit Constantin comme « dissolu et cruel », en dépit de réelles qualités qui transparaissent des récits byzantins. Son interprétation, qui met l'accent sur l'importance des querelles religieuses dans la description de l'histoire byzantine, est alors caractéristique de la vision des Lumières et participe d'une vision souvent dépréciative de l'Empire byzantin.
Les historiens modernes s'efforcent de dépasser les jugements parfois caricaturaux des chroniqueurs byzantins, tout en hésitant parfois sur l'appréciation du comportement de Constantin. Ainsi, dès 1902, dans la monographie qu'il lui consacre, Alfred Lombard note déjà la grande difficulté à dépasser les avis de ses contemporains mais tente de mettre en lumière ses réussites militaires et administratives, ainsi que le désir d'une réforme religieuse visant à donner au peuple une religion plus pure. Un peu plus tôt, John Bagnell Bury, très critique envers les superstitions qu'aurait combattu l'iconoclasme, fait de Constantin V un empereur qui sait s'opposer aux dérives d'une religiosité devenue dangereuse pour les intérêts de l'État, en particulier au sein de la communauté monastique. De même, Georg Ostrogorsky, comme d'autres historiens, voit en lui le continuateur de la politique de consolidation de son père. Tout en reconnaissant qu'il « n'était pas le robuste soldat qu'avait été Léon III », il « fut un plus grand général », doté d'un grand courage et d'un profond sens stratégique. Mais il le dit aussi nerveux, affligé de passions malsaines qui contribuent aux excès de sa répression. Michel Kaplan voit dans sa politique une détermination à appliquer une vision qui l'a notamment amené à convoquer le concile de Hiéreia, traduction aussi d'une grande détermination. Pour lui, la radicalisation de l'iconoclasme de Constantin est rendu possible par ses succès militaires, qui garantissent la solidité des frontières et facilitent un raidissement intérieur. Beaucoup d'historiens contemporains, comme Leslie Brubaker et John Haldon ont largement critiqué les accusations de despotisme à l'encontre de Constantin V, tout en resituant ses décisions religieuses dans le contexte politique d'alors. Pour autant, nombre des décisions de Constantin font encore l'objet de débats ouverts. Au-delà, les historiens se partagent souvent dans l'interprétation de l'iconoclasme de Constantin, sans parvenir à s'accorder sur le degré exact de sa radicalité.